# 安城七夕神社

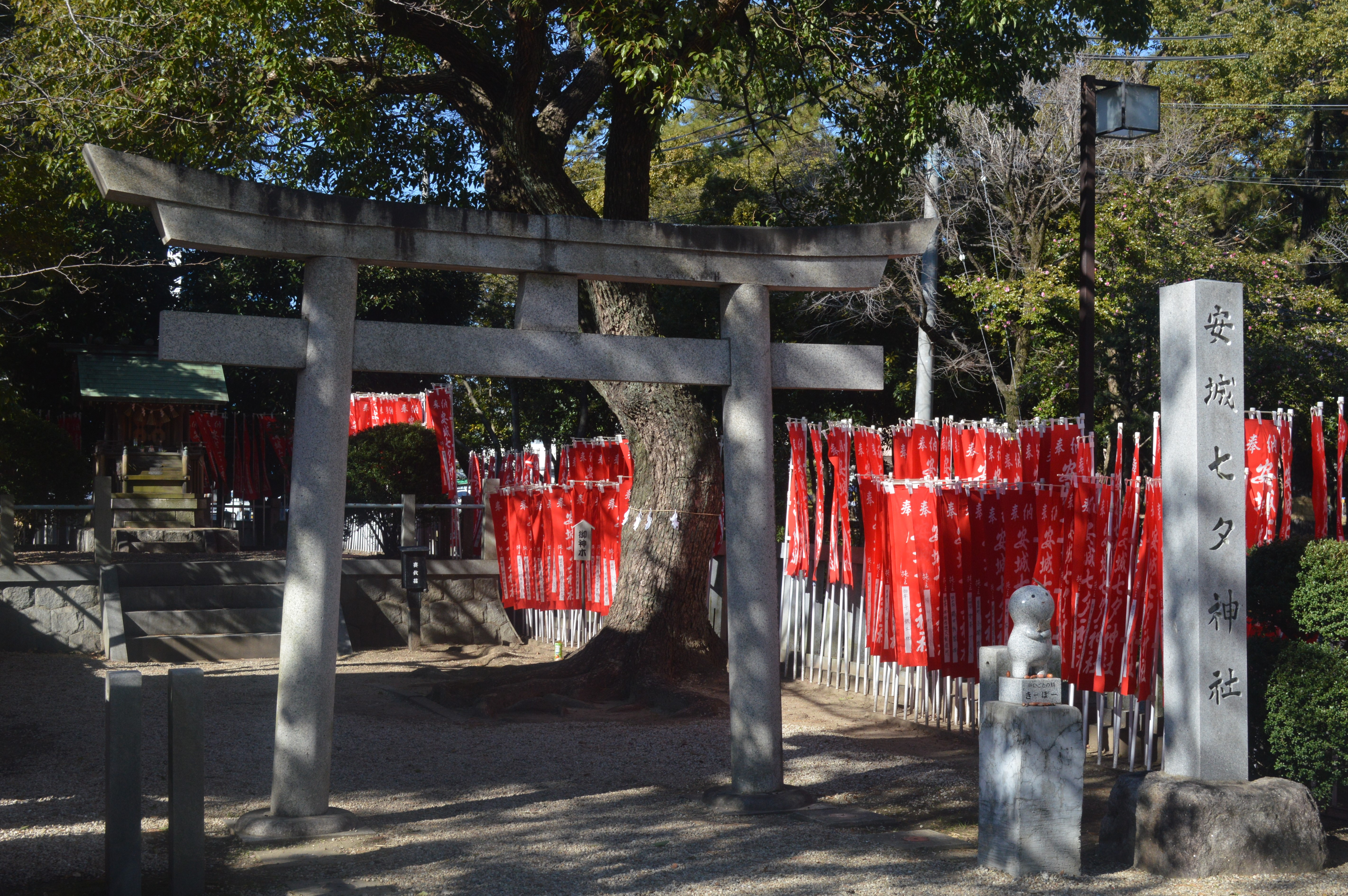
鳥居

安城七夕神社（あんじょうたなばたじんじゃ）は、愛知県安城市にある神社。全国でも珍しい「七夕神社」という名称の神社である。

## 祭神
- 猿田彦大神（さるたひこのかみ）[1]
- 天字受売命（あまのうずめ）[1]

男女の祭神は「織姫と彦星」に由来する可能性が高いとされる。安城七夕まつりの期間中には、願いごと広場に臨時に安城七夕神社の神殿が設置される。安城七夕まつりで書かれた願いごとの短冊は、イベント終了後に安城七夕神社に奉納され、毎年9月には願いごと短冊焚き上げ祈願祭が行われている。

## 歴史
1954年（昭和29年）には、安城市の地域活性化のために安城七夕まつりが初開催された。参加者の間で「七夕まつりのよりどころ」を求める機運が高まり、1960年（昭和35年）には三重県鈴鹿市に鎮座する椿大神社の配慮を賜って、護国神社である安城神社の北西に安城七夕神社を創建した。七夕まつりのマスコットキャラクターである「きーぼー」は、安城七夕神社の森に生息しているという設定である。

## 現地情報
所在地
- 愛知県安城市桜町18−18

交通アクセス
- JR東海道本線安城駅から徒歩